# ابراهیم‌آباد (مود)
ابراهیم‌آباد روستایی در دهستان مود بخش مود شهرستان سربیشه استان خراسان جنوبی ایران است.

## جمعیت
بر پایه سرشماری عمومی نفوس و مسکن در سال ۱۳۹۵ جمعیت این روستا ۹۰ نفر (۳۳خانوار) بوده‌است.